# Podnieś głos
Podnieś głos (ang. Rise) – amerykański serial telewizyjny emitowany od 13 marca 2018 roku przez NBC. Jest luźną adaptacją książki Drama High autorstwa Michaela Sokolove'a. W Polsce serial jest udostępniany od 17 marca 2018 roku na platformie Showmax.
12 maja 2018 roku, stacja NBC ogłosiła anulowanie serialu po jednym sezonie.

## Fabuła
Serial opowiada o Lou Mazzuchellim, nauczycielu języka angielskiego w liceum, który wraz ze swoimi uczniami pracuje nad wystawieniem sztuki teatralnej.

## Obsada

### Główna
- Josh Radnor jako Lou Mazzuchelli[4]
- Auliʻi Cravalho jako Lillette Suarez[5]
- Rosie Perez jako Tracey Wolfe[6]
- Damon J. Gillespie jako Robbie Thorne[4]
- Shirley Rumierk jako Vanessa Suarez[7]
- Joe Tippett jako trener Doug Strickland[7]
- Ted Sutherland jako Simon Saunders[7]
- Rarmian Newton jako Maashous Evers[6]
- Taylor Richardson jako Kaitlin Mazzuchelli[7]
- Marley Shelton jako Gail Mazzuchelli[8]
- Casey Johnson jako Gordy Mazzuchelli[8]

### Role drugoplanowe
- Ellie Desautels jako Michael Hallowell
- Shannon Purser jako Annabelle[9]
- Stephanie J. Block jako Patricia Saunders[10]
- Mark Tallman jako Detrell Thorne[10]
- Diallo Riddle jako Andy Kranepool[11]
- Sean Grandillo jako Jeremy

## Odcinki
| Sezon | Odcinki | Oryginalna emisja w NBC | Oryginalna emisja w NBC | Emisja w Showmax | Emisja w Showmax | Emisja w Showmax |
| Sezon | Odcinki | Premiera sezonu         | Finał sezonu            | Premiera sezonu  | Finał sezonu     |                  |
| ----- | ------- | ----------------------- | ----------------------- | ---------------- | ---------------- | ---------------- |
| 1     | 10      | 13 marca 2018           | 15 maja 2018            | 15 marca 2018    | 17 maja 2018     |                  |

### Sezon 1 (2018)
| Nr | Tytuł                            | Reżyseria           | Scenariusz                      | Premiera w NBC   | Premiera w Showmax |
| -- | -------------------------------- | ------------------- | ------------------------------- | ---------------- | ------------------ |
| 1  | Pilot                            | Mike Cahill         | Jason Katims                    | 13 marca 2018    | 15 marca 2018      |
| 2  | Most of all to Dream             | Rosemary Rodriguez  | Jason Katims                    | 20 marca 2018    | 22 marca 2018      |
| 3  | What Flowers May Bloom           | Rosemary Rodriguez  | Kerry Ehrin                     | 27 marca 2018    | 29 marca 2018      |
| 4  | Victory Party                    | Patrick Norris      | Russel Friend, Garrett Lerner   | 3 kwietnia 2018  | 5 kwietnia 2018    |
| 5  | We've Got All Our Junk           | Patrick Norris      | Ian Deitchman, Kristin Robinson | 10 kwietnia 2018 | 12 kwietnia 2018   |
| 6  | Bring Me Stanton                 | Allison Liddi-Brown | Denise Hahn                     | 17 kwietnia 2018 | 19 kwietnia 2018   |
| 7  | This Will God Willing Get Better | Peter Sollett       | Jason Katims                    | 24 kwietnia 2018 | 26 kwietnia 2018   |
| 8  | The Petition                     | Nestor Carbonell    | Jason Katims                    | 1 maja 2018      | 3 maja 2018        |
| 9  | Totally Hosed                    | Chris Koch          | Jon Caren                       | 8 maja 2018      | 10 maja 2018       |
| 10 | Opening Night                    | Michael Weaver      | Jason Katims                    | 15 maja 2018     | 17 maja 2018       |

## Produkcja
1 lutego 2017 roku, stacja NBC zamówiła pilotowy odcinek serialu od Jason Katims

W tym samym miesiącu ogłoszono, że w serialu zagra Auliʻi Cravalho

W kolejnym miesiącu do obsady dołączyli: Rosie Perez, Rarmian Newton, Shannon Purser, Josh Radnor, Damon J. Gillespie, Shirley Rumierk, Joe Tippett, Ted Sutherland, Taylor Richardson, Casey Johnsonoraz Marley Shelton

5 maja 2017 roku, stacja NBC ogłosiła zamówienie pierwszego sezonu serialu na sezon telewizyjny 2017–2018.
Na początku września 2017 roku, poinformowano, że Mark Tallman i  Stephanie J. Block Rise będą powracać w dramacie

W październiku 2017 roku, poinformowano, że Diallo Riddle otrzymał rolę Andy Kranepoola